# Jean-Baptiste Vivien de Châteaubrun
Jean-Baptiste Vivien de Châteaubrun (* 1686 in Angoulême, Département Charente; † 16. Februar 1775 ebenda) war ein französischer Dramatiker.
De Châteaubrun wurde 1755 als Nachfolger des Schriftstellers Charles de Secondat, Baron de Montesquieu in die Académie française aufgenommen (Fauteuil 2). Nach seinem Tod am 16. Februar 1775 wählte die Akademie noch im selben Jahr François-Jean de Chastellux zu dessen Nachfolger.
Siehe auch: Liste der Mitglieder der Académie française

## Werke (Auswahl)
- Ajax. Tragédie.
- Antigone. Tragédie.
- Astyanax. Tragédie.
- Mahomed II. Traèdie. 1714.
- Philoctète. Tragédie. 1755.
- Les Troyennes. Tragédie. 1751.